# Spirostreptus mitellatus
Spirostreptus mitellatus är en mångfotingart som beskrevs av Karsch 1881. Spirostreptus mitellatus ingår i släktet Spirostreptus och familjen Spirostreptidae. Inga underarter finns listade i Catalogue of Life.